# Turnera cearensis
Turnera cearensis är en passionsblomsväxtart som beskrevs av Ignatz Urban. Turnera cearensis ingår i släktet Turnera och familjen passionsblomsväxter. Inga underarter finns listade i Catalogue of Life.